# Mondo senza fine (film)
Mondo senza fine (World Without End) è un film del 1956 scritto e diretto da Edward Bernds.
È il primo film a trattare di viaggi nel tempo e paradossi spazio-temporali e anche il primo film di fantascienza a essere distribuito in CinemaScope (benché il primo film girato con questa tecnica fosse stato Il pianeta proibito del 1956, questo venne distribuito successivamente).

## Trama

Una scena del film

Anno 1957: Alcuni astronauti sono impegnati nel rilevare dati su una possibile colonizzazione del pianeta Marte; quando la strumentazione di bordo va in avaria, l'equipaggio sviene, e al risveglio scopre di essere atterrato su un pericoloso pianeta sconosciuto, dall'atmosfera però abbastanza respirabile.
In poco tempo però gli astronauti si rendono conto di essere capitati non su un altro pianeta, bensì sulla Terra del futuro nell'anno 2508, che ha vissuto la guerra nucleare nel 2188 e la cui popolazione si è nascosta nel sottosuolo.

## Critica
Lo spunto del salto nel tempo [...], la descrizione del mondo futuro diviso, l'implicito allarme su una tecnologia bellica autodistruttiva, sono tutti elementi interessanti: il vero difetto è la regia di Berns che, pur avendo a disposizione un budget consistente e un cast di buoni professionisti, si limita a giocare sugli stereotipi [...]»
(Fantafilm)